# Enosis Neon Paralimni
Enosis Neon Paralimni (griechisch Ένωση Νέων Παραλιμνίου, ΕΝΠ) ist ein zypriotische Fußballverein aus Paralimni, die derzeit in der Second Division spielt.

## Geschichte
Enosis Neon Paralimni wurde im April 1944 durch den Zusammenschluss der beiden Vereine Heracles und People’s Love, beide aus Paralimni, gegründet.
Das Vereinsemblem ist das Parthenon, mit einem Trompeter und dem Jahr 1936, Gründungsjahr des Clubs Heracles. Der Grund, warum man sich entschieden hat, das Jahr 1936 statt 1944 als Gründungsjahr zu übernehmen, hat mit den ursprünglichen Heracles-Gründungsdokumenten zu tun. In diesen war vereinbart, dass im Falle einer Vereinsauflösung die Besitztümer des Vereines auf die Zypriotisch-Orthodoxe Kirche übergehen. In Anbetracht dessen, und um rechtliche Auseinandersetzungen zu vermeiden, nahm Enosis Neon Paralimni den Status des Nachfolgevereines an.

## Erfolge
- Zyprische Meisterschaft: Vizemeister 1974/75
- Zyprischer Pokal: Finalist 1973/74, 1974/75, 1980/81, 1982/83
- Zyprischer Supercup: Finalist 1981, 1983
- Zyprische zweite Division: Meister 1968/69, 2014/15

## Europapokalbilanz
| Saison  | Wettbewerb                  | Runde    | Gegner                  | Gesamt | Hin     | Rück    |
| ------- | --------------------------- | -------- | ----------------------- | ------ | ------- | ------- |
| 1974/75 | Europapokal der Pokalsieger | 1. Runde | FC Avenir Beggen        | 1      |         |         |
| 1975/76 | UEFA-Pokal                  | 1. Runde | MSV Duisburg            | 03:10  | 1:7 (A) | 2:3 (H) |
| 1976/77 | UEFA-Pokal                  | 1. Runde | 1. FC Kaiserslautern    | 01:11  | 1:3 (H) | 0:8 (A) |
| 1981/82 | Europapokal der Pokalsieger | 1. Runde | Vasas Budapest          | 1:8    | 1:0 (H) | 0:8 (A) |
| 1983/84 | Europapokal der Pokalsieger | 1. Runde | KSK Beveren             | 3:7    | 2:4 (H) | 1:3 (A) |
| 2002    | UEFA Intertoto Cup          | 1. Runde | SC Schwarz-Weiß Bregenz | 1:5    | 0:2 (H) | 1:3 (A) |

Gesamtbilanz: 10 Spiele, 1 Sieg, 9 Niederlagen, 9:41 Tore (Tordifferenz −32)

## Bekannte Spieler
- Arjan Xhumba
- Dimitris Christofi
- Costas Elia
- Marios Karas
- Demetris Kizas
- Georgios Kolanis
- Michalis Konstantinou
- Giorgos Nicolaou
- Panayiotis Spyrou
- Yiasoumis Yiasoumi
- Miloš Beznoska
- Edmar
- Francisco Neri
- Georgi Donkov
- Jure Guvo
- Marijan Kovačević
- Ishmael Addo
- Kofi Amponsah
- Avraham Tikva
- Yaniv Azran
- Samuel Wowoah
- Igor Jančevski
- Petar Miloševski
- Abdelkarim Kissi
- Helmi Mihçi
- Eric Ejiofor
- Henryk Bałuszyński
- Aldo Adorno
- Vesko Mihajlović
- Mário Breška
- Anton Žlogar
- MacDonald Mukasi
- Håkan Svensson
- Jörgen Wålemark
- Henri Siqueira
- Raúl González

## Trainer
- Svatopluk Pluskal (1971–1974, 1976–1978)
- Vic Buckingham (1982)
- Gerhard Prokop (1996–1997)